# سیارک ۱۲۵۳
سیارک ۱۲۵۳ (به انگلیسی: 1253 Frisia، نامگذاری:1931TV1) هزار و دویست و پنجاه و سومین سیارک کشف شده‌است که در ۹ اکتبر ۱۹۳۱ و در هایدلبرگ کشف شد.
قدر مطلق سیارک برابر ۱۱٫۵۰ است.